# چکاوک ماداگاسکار
چکاوک ماداگاسکار (نام علمی: Mirafra hova) نام یک گونه از سرده جل‌ها است.